# AVA (keten)
AVA Papierwaren is een Belgische winkelketen die in 1956 opgericht werd door Henri Van Weddingen. De naam van de keten is een acroniem van zijn vaders bijnaam, ‘Armand Van Antwerpen’. De keten startte in 1947 als een bescheiden papierwinkel in Antwerpen. In de beginjaren lag de focus vooral op horeca-uitbaters die op zoek waren naar servetten, placemats, frietbakjes, en dergelijke, die AVA bedrukte met het logo of de naam van de zaak. Later ging het bedrijf zich meer richten op particuliere klanten.
Er zijn 53 filialen verspreid over België en Luxemburg, en sinds 2018 is het volledige assortiment beschikbaar via een online webshop.

## Geschiedenis
Nadat Armand en zoon Henri een papierwinkel uitbaatten die voornamelijk beenhouwerspapier en broodzakken verkocht, zetten ze de handel voort in Antwerpen. Met de steun van zijn vader opende Henri in 1947 een winkel gespecialiseerd in inpak- en toiletpapier. Doordat toiletpapier kort na de oorlog een geliefd product was, deed de winkel het erg goed.
In 1956, na het overlijden van Armand, werd de N.V. AVA Papierwaren opgericht met Henri Van Weddingen als afgevaardigd beheerder. Onder de leiding van Henri en echtgenote Yvonne ontwikkelde AVA zich tot een grote winkel met een steeds uitgebreider assortiment.
Toen Eric, de zoon van Henri, de fakkel overnam, kende het familiebedrijf exponentiële groei. De omzet steeg in enkele jaren tijd aanzienlijk, het assortiment was uitgebreider dan ooit en er heerste een ambitieus investeringsbeleid. AVA opende verschillende vestigingen en kocht het hoofdkantoor in Temse aan.
In 1992 kwam Eric om het leven bij een ski-ongeval. Zijn echtgenote, Mia Van Weddingen – De Bie, nam het bedrijf onder haar vleugels en zette de trends van haar echtgenoot verder. Onder haar leiding werden er 42 winkels geopend, verhuisde de logistieke afdeling naar een nieuw magazijn van 10.000 m2 in Sint-Niklaas en werd er geïnvesteerd in IT, vernieuwing en personeel.
In 2007 stapten ook kinderen Koen en Fay Van Weddingen mee in het bedrijf, enkele jaren later gevolgd door hun jongste broer Frank. Het familiebedrijf is intussen uitgegroeid tot een bedrijf met meer dan 500 werknemers, telt 53 winkels in België en Luxemburg, beschikt over een webshop en levert rechtstreeks aan meer dan 5000 professionele klanten.